# مختار دیاخابی
مختار دیاخابی (فرانسوی: Mouctar Diakhaby‎؛ زادهٔ ۱۹ دسامبر ۱۹۹۶) بازیکن فوتبال اهل فرانسه است.
از باشگاه‌هایی که در آن بازی کرده‌است می‌توان به لیون و والنسیا اشاره کرد.